# Траян-Вуя (комуна)
Траян-Вуя (рум. Traian Vuia) — комуна у повіті Тіміш в Румунії. До складу комуни входять такі села (дані про населення за 2002 рік):
- Жупань (438 осіб)
- Сечень (245 осіб)
- Судріаш (331 особа)
- Сурдуку-Мік (369 осіб)
- Сусань (373 особи)
- Траян-Вуя (485 осіб)

Комуна розташована на відстані 350 км на північний захід від Бухареста, 65 км на схід від Тімішоари.

## Населення
За даними перепису населення 2002 року у комуні проживала 2241 особа.
Національний склад населення комуни:
| Національність | Кількість осіб | Відсоток |
| -------------- | -------------- | -------- |
| румуни         | 2015           | 89,9%    |
| цигани         | 118            | 5,3%     |
| угорці         | 52             | 2,3%     |
| українці       | 51             | 2,3%     |
| німці          | 5              | 0,2%     |

Рідною мовою назвали:
| Мова       | Кількість осіб | Відсоток |
| ---------- | -------------- | -------- |
| румунська  | 2050           | 91,5%    |
| циганська  | 88             | 3,9%     |
| угорська   | 54             | 2,4%     |
| українська | 47             | 2,1%     |
| німецька   | 2              | 0,1%     |

Склад населення комуни за віросповіданням:
| Релігія       | Кількість осіб | Відсоток |
| ------------- | -------------- | -------- |
| православні   | 1755           | 78,3%    |
| п'ятдесятники | 298            | 13,3%    |
| баптисти      | 116            | 5,2%     |
| римо-католики | 47             | 2,1%     |
| реформати     | 14             | 0,6%     |
| адвентисти    | 4              | 0,2%     |
| бретрени      | 4              | 0,2%     |
| унітарії      | 1              | < 0,1%   |